# Bundesstraße 201

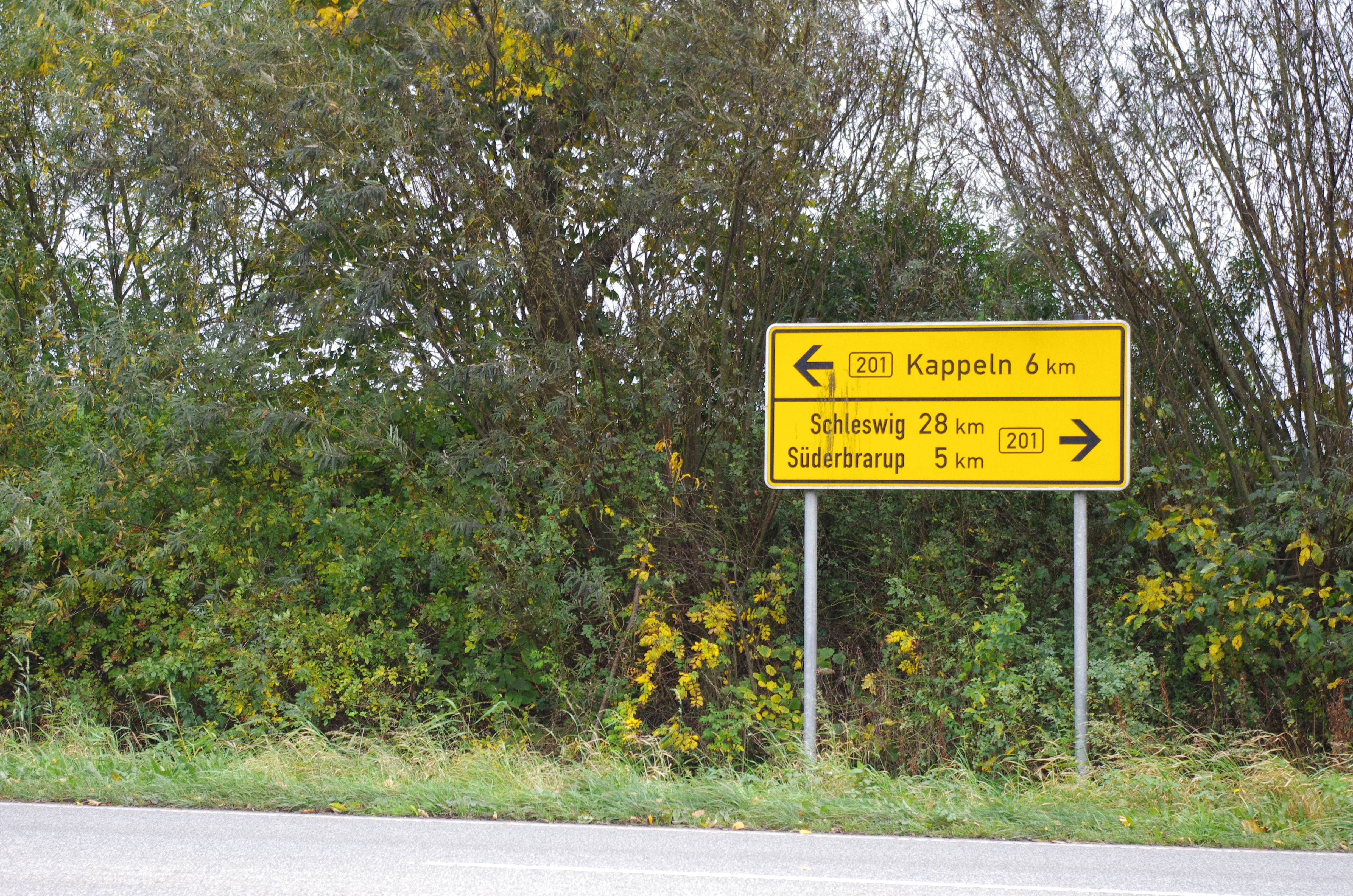
Die B 201 zwischen Kappeln und Süderbrarup

Die Bundesstraße 201 (Abkürzung: B 201) ist eine Ost-West-Verbindung Schleswig-Holsteins im Landesteil Schleswig. Sie führt von Husum nach Kappeln.

## Verlauf
Am östlichen Ortsausgang der nordfriesischen Kreisstadt Husum geht die örtliche Schleswiger Chaussee direkt in die B 201 über. Diese führt im weiteren Verlauf zunächst über Schwesing, Wester-Ohrstedt, Oster-Ohrstedt, Treia, Silberstedt und Schuby in den Raum Schleswig.
Im weiteren Verlauf (östlich der Autobahnanschlussstelle Nr. 5 (Schleswig/Schuby) der A 7) bildet sie jenseits der Kreuzung mit der B 76 die nördliche Umgehungsstraße der Stadt Schleswig. Sie ist hier zunächst höhenfrei ausgebaut. Im weiteren Verlauf führt sie nördlich der Schlei am südöstlichen Ortsrand von Tolk vorbei über Grumby, Loit und Brebel nach Süderbrarup und abschließend weiter nach Kappeln. An der Kreuzung mit der hier endenden B 199 am Ortseingang führt sie direkt über in die B 203 Richtung Eckernförde.
Abzweigende/querende Verkehrs- und Wasserwege
- B 5 in Husum
- Treene in Treia
- A 7 in Schuby
- B 76 in Schuby
- Loiter Au in Loit/Twedt
- B 199 in Kappeln
- B 203 ebenfalls in Kappeln